# Teratocephalus costatus
Teratocephalus costatus är en rundmaskart som beskrevs av Andrassy 1958. Teratocephalus costatus ingår i släktet Teratocephalus och familjen Teratocephalidae. Arten är reproducerande i Sverige. Inga underarter finns listade i Catalogue of Life.